# Partido Democrático de Japón (1954-1955)
El Partido Democrático de Japón (日本民主党 Nihon Minshutō?) fue un partido político japonés de ideología conservadora.
El partido fue fundado por Ichirō Hatoyama, el antiguo ministro de exteriores Mamoru Shigemitsu y por Nobusuke Kishi. El partido apareció el 24 de noviembre de 1954, con la unión del liderado por Hatoyama que en 1953 se había separado del Partido Liberal y el grupo liderado por Shigemitsu que se había separado del Kaishintō. Sin embargo, la nueva formación política tuvo una corta existencia. El 15 de noviembre de 1955 el Partido Democrático de Japón se unió con el Partido Liberal para formar el Partido Liberal Democrático, que sigue existiendo en la actualidad.

## Resultados electorales
Cámara de Representantes
| Elecciones | # de votos      | % de votos | # de escaños | ±-  | Gobierno  |
| ---------- | --------------- | ---------- | ------------ | --- | --------- |
| 1955       | 13.536.044 (#1) | 36,57%     | 185/466      | 185 | Coalición |